# Kaprolat
Kaprolat was een Duitse militaire positie gedurende de Tweede Wereldoorlog, nabij de positie Hasselmann, in het heuvelachtige Oost-Karelië. Beide posities bevonden zich ten westen van het kleine stadje Louhi. Bij een Russisch offensief in juni 1944 werden ongeveer 120 Noorse strijders van het SS-Skijäger-Batallion gedood en 23 stierven in Sovjet-gevangenschap. Dit verlies, in totaal ongeveer 143, is het grootste verlies dat een Noorse gevechtseenheid in Duitse dienst ooit heeft getroffen. Vijftig Noren wisten door het woud te ontsnappen veertig vijanden ,werden door de Sovjet-troepen krijgsgevangen gemaakt.

## Slag om Kaprolat in 1944
Bij Kaprolat en Hasselmann waren er ongeveer 200 Noren, en hiervan werden 117 Noorse soldaten als vermist opgegeven of gedood in de strijd toen ze dienden in de Waffen-SS-eenheid SS-Skijägerbatallion Norwegen en werden verslagen door het oprukkende Rode Leger op 25 en 26 juni 1944.
De Sovjet-aanval werd gelanceerd op 25 juni. De SS zag dat de Sovjet-troepen met behulp van boomstammen een weg door het moerassige gebied aan het aanleggen waren. Toen de Waffen-SS-troepen zich realiseerden dat ze op het punt stonden verslagen te worden, probeerde een groep uit te breken richting het zuiden van de andere Duitse posities op Hasselmann, maar slechts weinigen slaagden daarin. Anderen probeerden zich in het bos te verstoppen en trokken later naar het noordwesten. Na twaalf dagen wandelen door het bos wist deze groep het steunpunt Sashaikh te bereiken. In totaal wisten vijftig mensen te ontsnappen. Ongeveer veertig Noorse strijders zouden door de Sovjet-troepen krijgsgevangen zijn gemaakt.

## Na de gevechten
Vijftien Noorse krijgsgevangenen uit de Kaprolat-veldslagen keerden in de periode tussen de herfst van 1945 en oktober 1953 terug naar Noorwegen. Russische bronnen melden dat zij na de gevechten 48 soldaten gevangen hadden genomen.
Het gebied bleef na de gevechten en gedurende de hele naoorlogse periode gesloten als onderdeel van de grensgebieden met Finland. De gesneuvelde soldaten werden niet begraven en blijven sindsdien onbegraven. Na de val van de Sovjet-Unie is er een initiatief genomen om de stoffelijke resten van de Noorse strijders naar Noorwegen te brengen. Professor Stein Ugelvik Larsen van de Universiteit van Bergen leidt het zogenaamde Kaprolat-comité, dat zich bezighoudt met het identificeren van de overblijfselen van deze Noorse SS-soldaten. Het werk wordt onder meer gefinancierd door de Noorse overheid via het ministerie van Buitenlandse Zaken met een miljoen kronen.